# Скотт, Вон
Вон Скотт (англ. Vaughn Scott, род. 11 января 1990) — новозеландский тхэквондист, участник Олимпийских игр 2012 года.

## Карьера
В 2012 году на Олимпийских играх в весовой категории до 80 кг в первом же круге он уступил аргентинцу Себастьяну Крисманичу.